# ハウ・アイ・ゴット・トゥー・メンフィス
How I Got to Memphisはアメリカ合衆国のカントリー・ミュージック歌手ボビー・ベアーの歌。正式名称は"That's How I Got to Memphis"である。作曲はトム・T・ホールで初出はホールのBallad Of Forty Dollars & His Other Great Songsというアルバム（1969年）だった。ボビー・ベアーのアルバムThis Is Bare Countryは1970年8月に発売、この曲はシングルとしてそのアルバムから抜き出されたものである。後にこの曲をカバーした歌手たちは正式名称のThat's How I Got to Memphisを使用した。

## 評価
ビルボード誌では「トム・T・ホールの力強い1曲がベアーの最高な演出の1つとして出された」と評価されている。

## チャート順位
ボビー・ベアーによるHow I Got to Memphisはホット・カントリー・ソングスのチャートに16週間残留し、最高順位は3位となった。
| チャート                                                           | Peak 最高順位 |
| ------------------------------------------------------------------ | ------------- |
| US Hot Country Songs (Billboard)                                   | 3             |
| カナディアンRPMカントリートラックス（Canadian RPM Country Tracks） | 22位          |

## デリル・ドッドによるカバー
1996年、デリル・ドッドは自身のデビューアルバムである『ワン・ライド・イン・ベガス』でHow I Got to Memphisをカバーし、同アルバムの2つ目のシングルとした。このシングルにはB面の代わりにアルバムからのフレーズが入っていた。マルク・ボール（Marc Ball）によるミュージックビデオが同年に公開された。

### 評価
カントリー・スタンダード・タイムのDon Yatesはドッドによるカバーを「情熱的」と評価した。

### チャート順位
ドッドによるカバーはホット・カントリー・ソングスのチャートに20週間残留し、1997年初に最高順位である36位を記録した。
| チャート                            | 最高順位 |
| ----------------------------------- | -------- |
| カナダ カントリー・トラックス (RPM) | 38       |
| US Hot Country Songs (Billboard)    | 36       |